# Salvatore Ferragamo (azienda)

Il vecchio logo di Salvatore Ferragamo fino al 2022

Salvatore Ferragamo S.p.A. è una casa di moda Italiana fondata nel 1927 da Salvatore Ferragamo.
La società è stata quotata nell'indice FTSE Italia Mid Cap della Borsa Italiana.

## Storia

### Gli inizi
Salvatore Ferragamo, stilista calzaturiere italiano, nato a Bonito (in provincia di Avellino) ed emigrato negli Stati Uniti, rientra in Italia nel 1927, e comincia ad organizzare l'apertura di un'azienda propria, il "Calzaturificio Ferragamo & C." inaugurato nel 1927; il primo stabilimento si trovava in via Mannelli 57 a Firenze (oggi numero civico 109), dove si producevano scarpe da donna destinate, inizialmente, solo al mercato americano.
Nel 1933 a causa di una cattiva gestione finanziaria, ed alla situazione generale di crisi economica mondiale, lo stilista è costretto a presentare istanza di bancarotta.
Nel 1938, grazie ad una serie di idee e ad un brevetto, Ferragamo acquista per 3.400.000 £ Palazzo Spini Feroni e apre due negozi, uno a Londra e uno a Roma. Nel 1948 apre il primo negozio "Salvatore Ferragamo" in Park Avenue 424, a New York, seguito dal secondo nella Fifth Avenue nel 1975.
Nel secondo dopoguerra, l'azienda ha un forte sviluppo, con una produzione di circa 350 scarpe al giorno e 700 artigiani alle dipendenze; nel 1951 presenziò per la prima volta sulle passerelle, durante una sfilata che ebbe luogo a Firenze. In quella occasione appare il simbolo dello stile Ferragamo: il celebre "gancini" (a forma di omega) usato a ornamento di scarpe, borse e capi di abbigliamento.

### Seconda generazione
Nel 1960, con la morte di Salvatore, l'azienda vede una riorganizzazione ai vertici: il posto di presidente viene occupato dalla moglie dello stilista, Wanda Ferragamo Miletti, il settore creativo viene affidato alla figlia, Fiamma, sposata al marchese di San Giuliano, e vari ruoli di spicco verranno occupati nel tempo dagli altri cinque figli esponenti della seconda generazione: Giovanna, Ferruccio, Fulvia, Leonardo, Massimo. Nel 1960 nasce anche il marchio della firma personale del fondatore dell'azienda (il restyling nel 1982 con la stilizzazione della firma).  Nel 1965 l'azienda allarga la sua produzione anche alle borse e all'abbigliamento, progetto cominciato già nel 1955, quando lo stilista cominciò la produzione di Foulard. Ulteriore allargamento avvenne nel 1970, quando la figlia Fulvia Visconti Ferragamo propose una linea maschile, e la produzione di accessori in seta, quali foulard e cravatte, diventa uno dei punti di forza della casa.

Ferruccio Ferragamo, presidente di Salvatore Ferragamo S.p.A.

Nel 1989 viene aperto il primo negozio asiatico dalla maison, al Mandarin Hotel di Hong Kong, primo passo di un'espansione in oriente che culminerà con l'apertura di un negozio a Shanghai nel 1994 ed un flagship store a Seul nel 2011. Nel frattempo la produzione si è allargata anche ad occhiali (1998), fragranze (2001), orologi (2007) e gioielli (2011).
Nel 2006 Ferruccio Ferragamo succede alla madre alla presidenza e viene nominato amministratore delegato il manager Michele Norsa.
Nel 2011 l'azienda viene quotata in Borsa e immette sul mercato il 48% delle azioni (il restante rimane in mano alla famiglia Ferragamo attraverso la holding Palazzo Feroni Finanziaria S.p.A).
Il 2 agosto 2016, dopo 10 anni come CEO, Michele Norsa viene sostituito da Eraldo Poletto (ex Furla): rimane in carica per quasi due anni. Nel marzo 2018 la gestione dell'azienda è affidata ad interim a Ferruccio Ferragamo fino a quando, il 31 luglio 2018, viene ufficialmente nominata CEO Micaela le Divelec Lemmi che dopo molti anni ha lasciato Gucci.Ad inizio 2022 entra ufficialmente come CEO Marco Gobbetti.
Nell'aprile 2018 scompare Fulvia Visconti Ferragamo, la quarta dei sei figli di Salvatore e Wanda. Viveva a Milano e si era sempre occupata degli accessori di seta per donna e uomo della maison. Il 19 ottobre dello stesso anno viene a mancare, all'età di quasi 97 anni, Wanda Miletti.

### Terza generazione
Se gli esponenti della seconda generazione sono sei e tutti sono entrati in azienda, quelli della terza sono 23. Così, in seguito ad un regolamento interno alla famiglia voluto nel 2011 da Ferruccio Ferragamo, gli esponenti della terza generazione in azienda non possono essere più di tre. I tre sono: James Ferragamo, figlio di Ferruccio; Diego Paternò Castello di San Giuliano, figlio di Fiamma; Angelica Visconti, figlia di Fulvia. L'impegno è stato rinnovato nel luglio 2017.

## Produzione
La casa è oggi attiva nella creazione, produzione e vendita di calzature, pelletteria, abbigliamento, accessori, e profumi. Realizza inoltre attraverso licenze occhiali (Marchon) ed orologi (Timex Group).

### Linee
- Salvatore Ferragamo: Linea principale del gruppo, presenta scarpe, abiti ed accessori di fascia alta, sia per uomo che per donna.
- Ferragamo's creation: Riedizioni di modelli iconici come la borsa "top-hand" o il sandalo invisibile.
- Ferragamo Parfums: Linea di fragranze. Dal 1º ottobre 2021 il business dei profumi è stato trasferito al gruppo Inter Parfums, Inc. (NASDAQ GS: IPAR), con la concessione di una licenza esclusiva a livello mondiale per la produzione e distribuzione delle fragranze a marchio Ferragamo. La licenza avrà una durata iniziale di 10 anni, con possibilità di rinnovo per ulteriori 5 anni al verificarsi di condizioni predefinite.
- Ferragamo Timepieces: orologi

## Distribuzione

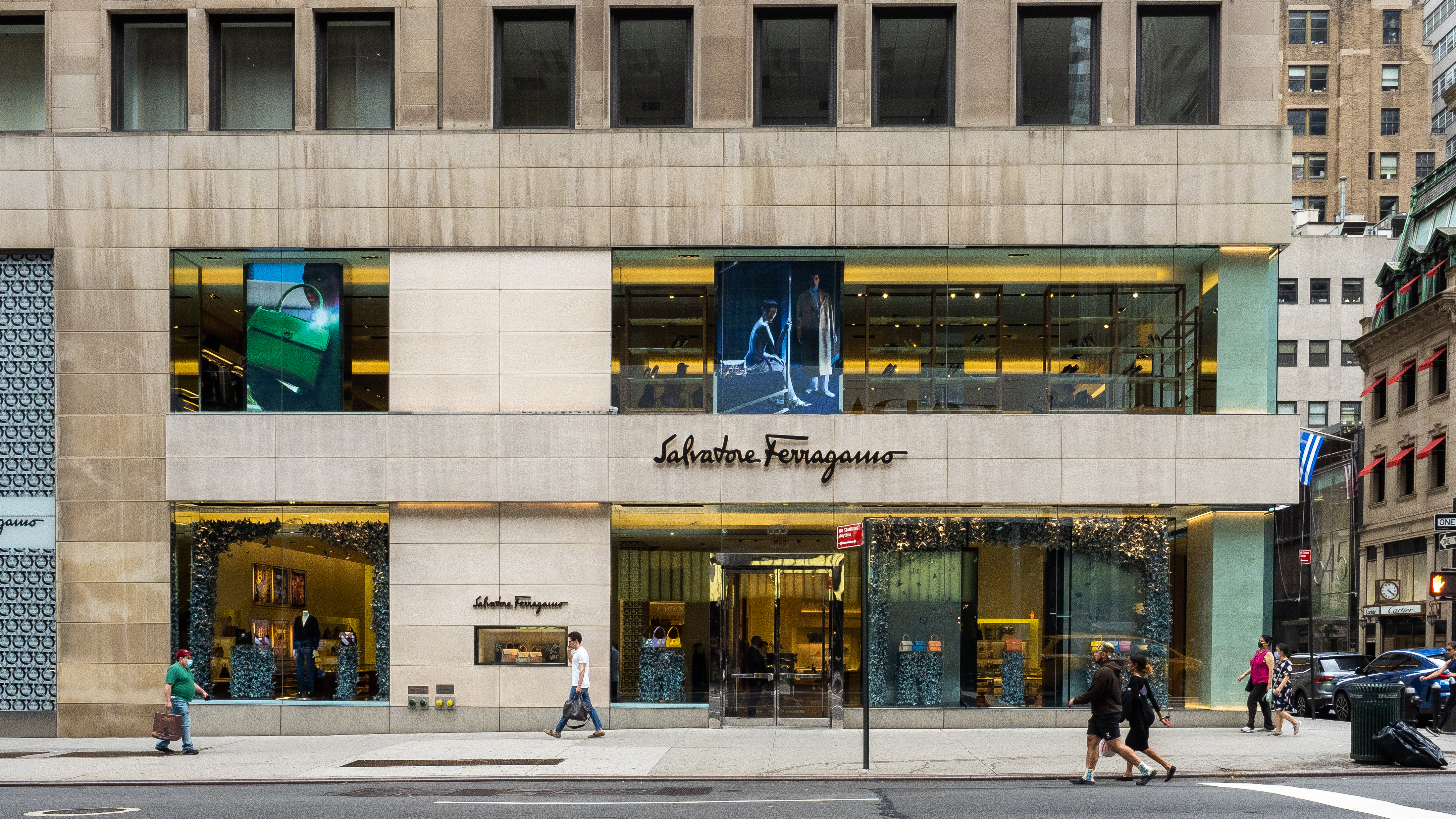
Boutique Ferragamo sulla Quinta Strada di Manhattan (2021)

Il marchio è presente nel 2016 in oltre 90 paesi tramite una rete di oltre 680 negozi monomarca gestiti direttamente: 103 nel Nord America, 170 in Europa, 268 nell'Asia Pacifico, 79 in Giappone, 63 in America Latina. Oltre a questi vanno aggiunti quelli con licenza. Il canale retail incide per quasi il 64% sui ricavi, il canale wholesale per il 35%. Nel 2017 i punti vendita monomarca sono diventati 685, il 36,5% dei ricavi proviene dall'Asia Pacifico, il 25,2% dall'Europa, il 24% dal Nord America, l'8,6% dal Giappone, il 5,6% dal Centro e Sud America. Nel 2018 la rete distributiva del Gruppo è composta da un totale di 672 negozi. Nel 2019 la rete distributiva del Gruppo è composta da un totale di 654 negozi di cui 393 punti vendita diretti (DOS) e 261 punti vendita monomarca operati da terzi (TPOS) nel canale Wholesale e Travel Retail, nonché sulla presenza nei principali Department Stores e Specialty Stores multimarca di alto livello. Nel 2020 la rete distributiva del Gruppo è composta da un totale di 644 negozi di cui 395 punti vendita diretti (DOS) e 249 punti vendita monomarca operati da terzi (TPOS) nel canale Wholesale e Travel Retail, nonché sulla presenza nei principali Department Stores e Specialty Stores multimarca di alto livello.

## Famiglia e Management
- Wanda Ferragamo Miletti, alla guida del gruppo dal 1960, è stata Presidente Onorario fino alla sua scomparsa.
- Ferruccio Ferragamo, classe 1946, è il presidente della Ferragamo Finanziaria SpA,  la holding che controlla il Gruppo Salvatore Ferragamo.
- Giovanna Ferragamo Gentile, è membro del Consiglio di Amministrazione della Salvatore Ferragamo SpA e Presidente della Fondazione Ferragamo
- Leonardo Ferragamo, classe 1953, è Presidente della Salvatore Ferragamo S.p.A e vicepresidente esecutivo della Fondazione Ferragamo.
- Massimo Ferragamo, classe 1959, è il presidente della Ferragamo USA.
- James Ferragamo, figlio di Ferruccio, è direttore Brand Prodotto e Comunicazione
- Angelica Visconti, figlia di Fulvia, è Vice Presidente della Salvatore Ferragamo S.p.A. e Global Wholesale and Travel Retail Director
- Diego Paternò Castello di San Giuliano, figlio di Fiamma, Dal 2006 è membro del consiglio di amministrazione della Salvatore Ferragamo S.p.A., è Vice Presidente della holding “Ferragamo Finanziaria S.p.A.”.
- Nel novembre 2016 nuovo assetto delle direzioni creative del gruppo con l'ingresso di Paul Andrew quale design director delle calzature donna, Fulvio Rigoni quale design director RTW donna e Guillaume Meilland quale designer director delle collezioni RTW uomo. Nell'ottobre 2017, dopo l’uscita di Fulvio Rigoni, Paul Andrew ha assunto la carica di direttore creativo collezioni donna. Da febbraio 2019 ad aprile 2021, Paul Andrew è stato nominato direttore creativo di tutte le linee Salvatore Ferragamo
- Il 31 luglio 2018, viene ufficialmente nominata CEO Micaela le Divelec Lemmi.
- Il 27 maggio 2020 il Consiglio di Amministrazione ha nominato Michele Norsa quale nuovo Consigliere, attribuendogli altresì l’incarico di Vice Presidente Esecutivo e conferendogli i poteri esecutivi in precedenza esercitati dal Presidente Ferruccio Ferragamo.
- Gennaio 2022 viene ufficialmente nominato CEO Marco Gobbetti

## Azionariato
La Ferragamo Finanziaria detiene il 57,78% della Salvatore Ferragamo; alcuni componenti della famiglia Ferragamo hanno il 10,69%; il 5,93% è in mano a Majestic Honour Limited, società di Hong Kong controllata da Peter Woo Kwong Ching il quale siede nel consiglio d'amministrazione della Salvatore Ferragamo. Il resto delle azioni è in Borsa.

## Clientela
Fra i clienti del marchio si possono annoverare Gloria Swanson, Judy Garland, Lil Tracy, Claudette Colbert, Peggy Guggenheim, Greta Garbo, Marilyn Monroe, Audrey Hepburn, Sophia Loren, Andy Warhol, Evita Perón, Margaret Thatcher, la principessa Indira di Baroda, la principessa Diana e il re del Bhutan Jigme Khesar Namgyel Wangchuck. La maison inoltre, ha collaborato alla produzione di varie pellicole hollywoodiane, da I dieci comandamenti, a Evita e Australia.